# Bill Hwang
Bill Hwang (황성국?; 1964) è un imprenditore statunitense, di origine coreana, fondatore prima di Tiger Asia Management, un hedge fund, e poi di Archegos Capital Management, un fondo di investimento con sede a New York, a Manhattan.  Il Wall Street Journal ha riferito che Hwang ha perso 20 miliardi di dollari nel corso di dieci giorni alla fine di marzo 2021, imponendo ingenti perdite ai suoi banchieri Nomura e Credit Suisse..

## Biografia
Hwang ha conseguito una laurea in economia presso l'UCLA e un MBA presso la Tepper School of Business della Carnegie Mellon University.  È il co-fondatore della Grace and Mercy Foundation, un'organizzazione caritativa. Nel 2018, la fondazione aveva più di 500 milioni di dollari in attività.
Hwang ha iniziato la sua carriera presso Hyundai Securities a New York, dopo di che ha lavorato presso l'ormai defunta Peregrine. A Peregrine, ha incontrato Julian Robertson come uno dei suoi clienti. Hwang andò a lavorare per la Tiger Management di Robertson. Robertson ha chiuso il suo hedge fund nel 2000, ma ha consegnato a Hwang circa 25 milioni di dollari per lanciare il suo fondo, Tiger Asia Management, che è cresciuto fino a oltre 5 miliardi di dollari. Gli ex protetti di Robertson sono conosciuti come Tiger Cubs, e Hwang era considerato uno dei più riusciti tra loro. Tiger Asia subì pesanti perdite durante la Grande Recessione.
Nel 2012, Tiger Asia Management e Hwang hanno pagato un accordo di 44 milioni di dollari alla Securities and Exchange Commission degli Stati Uniti per insider trading.

### Archegos Capital Management
Nel 2012, dopo aver chiuso Tiger Asia Management, Hwang ha aperto un family office, Archegos Capital Management, che ha gestito 10 miliardi di dollari di denaro familiare. Come family office, erano meno regolamentati che come hedge fund.
Nel 2014, a Hwang è stato vietato di commerciare a Hong Kong per quattro anni.
Nel marzo 2021, le perdite di Archegos Capital Management hanno innescato il default e la liquidazione di posizioni per un valore di quasi 30 miliardi di dollari, causando perdite forti per Nomura e Credit Suisse, nonché per Goldman Sachs e Morgan Stanley.  L'azienda aveva pesanti posizioni in ViacomCBS, Baidu, Vipshop, Farfetch e altri.
Il Credit Suisse è uscito dalla sua attività di "prime brokerage" a causa della perdita di 5,5 miliardi di dollari. Archegos aveva una quota del 20% di Texas Capital Bancshares Inc., una quota aumentata del 93% e precipitata dopo il crollo di Archegos.
Prima delle perdite, si credeva che Hwang valesse 10-15 miliardi di dollari con i suoi investimenti.
Il 27 aprile 2022, Hwang e il suo ex vice, Patrick Halligan, sono stati arrestati e accusati di cospirazione, racket, frode in titoli e frode telematica. In un atto d'accusa di 59 pagine, i pubblici ministeri federali di Manhattan hanno affermato che Hwang e Halligan avevano manipolato i prezzi delle azioni. Gli avvocati di Hwang e Halligan hanno dichiarato che i loro assistiti erano innocenti dalle accuse. Hwang è stato rilasciato con un'obbligazione da 100 milioni di dollari, garantita da due proprietà e  5 milioni di dollari in contanti. Halligan è stato rilasciato con un'obbligazione da 1 milione di dollari.